# Aktywność nasycenia
Aktywność nasycenia – stan aktywności promieniotwórczej ciała osiągany gdy jest ono poddawane ciągłemu napromieniowywaniu (aktywację) a powstające jądra są radioaktywne.
Przy stałym poziomie aktywacji ciało dochodzi do stanu ustalonego w którym przyrost i ubytek jąder promieniotwórczych są sobie równe:
{\displaystyle {\frac {dN}{dt}}=\sigma \phi N'-\lambda N=0}
gdzie
N  – liczba jąder promieniotwórczych,
N' – liczba jąder aktywowanych,
{\displaystyle \sigma }  – atomowy przekrój czynny na aktywację,
{\displaystyle \phi }  – strumień neutronów,
{\displaystyle \lambda }  – stała rozpadu.
Stan nasycenia może być osiągnięty dla izotopów, po odpowiednio długim napromieniowywaniu. Po czasie równym 10 okresom połowicznego rozpadu radionuklidu powstającego w trakcie aktywacji zmiany są niewielkie.